# Turismo LGBT en Brasil

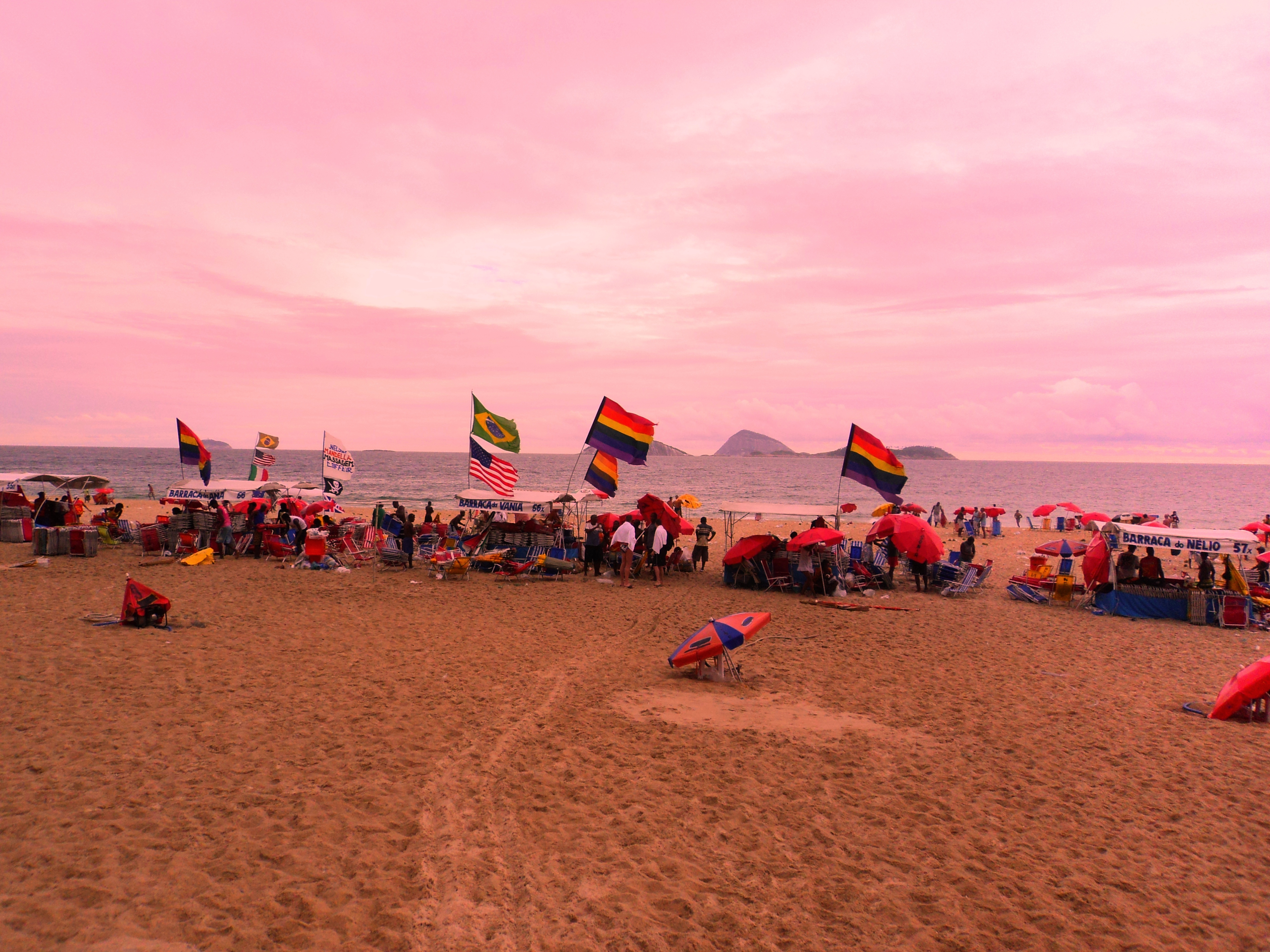
Banderas LGBT en Ipanema, Río de Janeiro.

El turismo LGBT en Brasil es una forma de turismo de nicho comercializado para personas gay, lesbianas, bisexuales y transgénero (LGBT) que viajan a Brasil. La ciudad de Río de Janeiro fue elegida el mejor destino LGBT del mundo, según el canal de televisión estadounidense Logo. Río de Janeiro también fue elegida la ciudad más sexy del mundo para las personas LGBT, según el canal Logo y TripOutGayTravel. En 2014, Brasil y Estados Unidos fueron los dos países más buscados por los turistas LGBT internacionales, según World Travel Market.

## Demografía
Alrededor del 26% de los visitantes de São Paulo, Río de Janeiro, Florianópolis, Salvador y Fortaleza son personas LGBT. Brasil cuenta con más de 6000 hoteles y hostales gay-friendly registrados en agencias de viajes y principalmente especializados en los sitios orientados a los homosexuales, que son la principal fuente de información para los viajeros. Los establecimientos frecuentemente poseen en sus espacios pegatinas con un arcoíris, símbolo mundial del movimiento gay.

## Ingresos
El turismo LGBT en Brasil mueve millones en dinero cada año. La Marcha del Orgullo LGBT de São Paulo cuenta con la participación de alrededor de 3,5 millones de personas, atrayendo a 400 000 turistas LGBT, moviendo alrededor de 70 millones de dólares y euros o 160 000 000 de reales. La mayoría de los turistas LGBT en Brasil provienen de los estados de São Paulo y Minas Gerais, y de otros países como Estados Unidos, Reino Unido y Canadá.
Con algunos establecimientos comerciales y turísticos especializados en servicios LGBT, la comunidad gay se ha convertido en una prioridad para las empresas turísticas y hoteleras de Brasil. Las estimaciones sugieren que este nicho es responsable de inyectar anualmente alrededor de 200 mil millones de reales en la economía brasileña. El 21 de octubre de 2010 se firmó en la ciudad de Río de Janeiro un convenio para incentivar la visita de turistas LGBT a Brasil y aumentar la oferta de destinos para este público en el sector doméstico. El acuerdo contó con la presencia del Ministro de Turismo, el presidente de Embratur y el presidente de la Asociación de Turismo Gay. El acuerdo, firmado en la Feira das Américas Abav (Asociación Brasileña de Agencias de Viajes), prevé incentivos para profesionales calificados que actúan en servicios turísticos, acciones para apoyar la comercialización de productos, servicios y destinos de Turismo LGBT.
Según Out Now Consulting, en 2010, los turistas LGBT residentes en Argentina gastaron un total de 4 mil millones de dólares en viajes de placer. En México, los consumidores LGBT gastaron 8 mil millones en viajes de placer, mientras que los brasileños LGBT gastaron más de 20 mil millones en viajes de placer, los más grandes de América Latina. La mayoría de los turistas LGBT extranjeros en Brasil son ciudadanos estadounidenses, británicos, alemanes, franceses y holandeses. Según la aplicación LGBT Grindr, la ciudad de Río de Janeiro tiene la mejor playa gay del mundo y la ciudad de São Paulo tiene la mejor marcha gay del mundo.